# MBSニュースワイドアングル
MBSニュースワイドアングルは、毎日放送ラジオ（MBSラジオ）で2003年1月から2005年3月までの間放送されたニュース報道および情報系のラジオ番組である。

## 概要
「MBSイブニングレーダー」から続くMBSラジオ伝統の夕方報道ワイド枠（全国のラジオ・テレビ併営局では珍しい「ラジオ報道部」が製作）の番組として、「情報ラヂオ・スパイス!」の終了（2002年（平成14年）12月30日）に伴い、2003年（平成15年）1月6日からスタートした。放送時間は毎週月曜日から金曜日の16:00〜17:33。2003年9月29日月曜日からは16:00〜17:30となった。
毎回日替わりのコメンテーターによるニュース解説や近藤勝重による「ラジオイミダス」や、金曜日は「アングル金曜かわら版｣と題し、月〜木とは若干趣きを変え、リスナーからの時事川柳などを紹介したりしていた。
2005年春の番組改編の為、2005年（平成17年））3月22日火曜日の放送をもって番組を終了し、「MBSイブニングレーダー」→「諸口あきらのイブニングレーダー」→「情報ラヂオ・スパイス!」→「MBSニュースワイドアングル」と約21年間続いたMBSラジオの夕方報道ワイド番組が終了することとなった。

## パーソナリティー
月・火曜日
- 水野晶子、山中真

水・木曜日
- 伊東正治、魚住由紀

金曜日（アングル金曜かわら版）
- 水野晶子、桂かい枝、近藤勝重、平野幸夫

## ニュースキャスター
- 松井昭憲（月～木）、加藤康裕（金）

## 関連番組
- MBSナイトアングル（21:00~21:30）